# موزه ملی آثار باستانی تاجیکستان

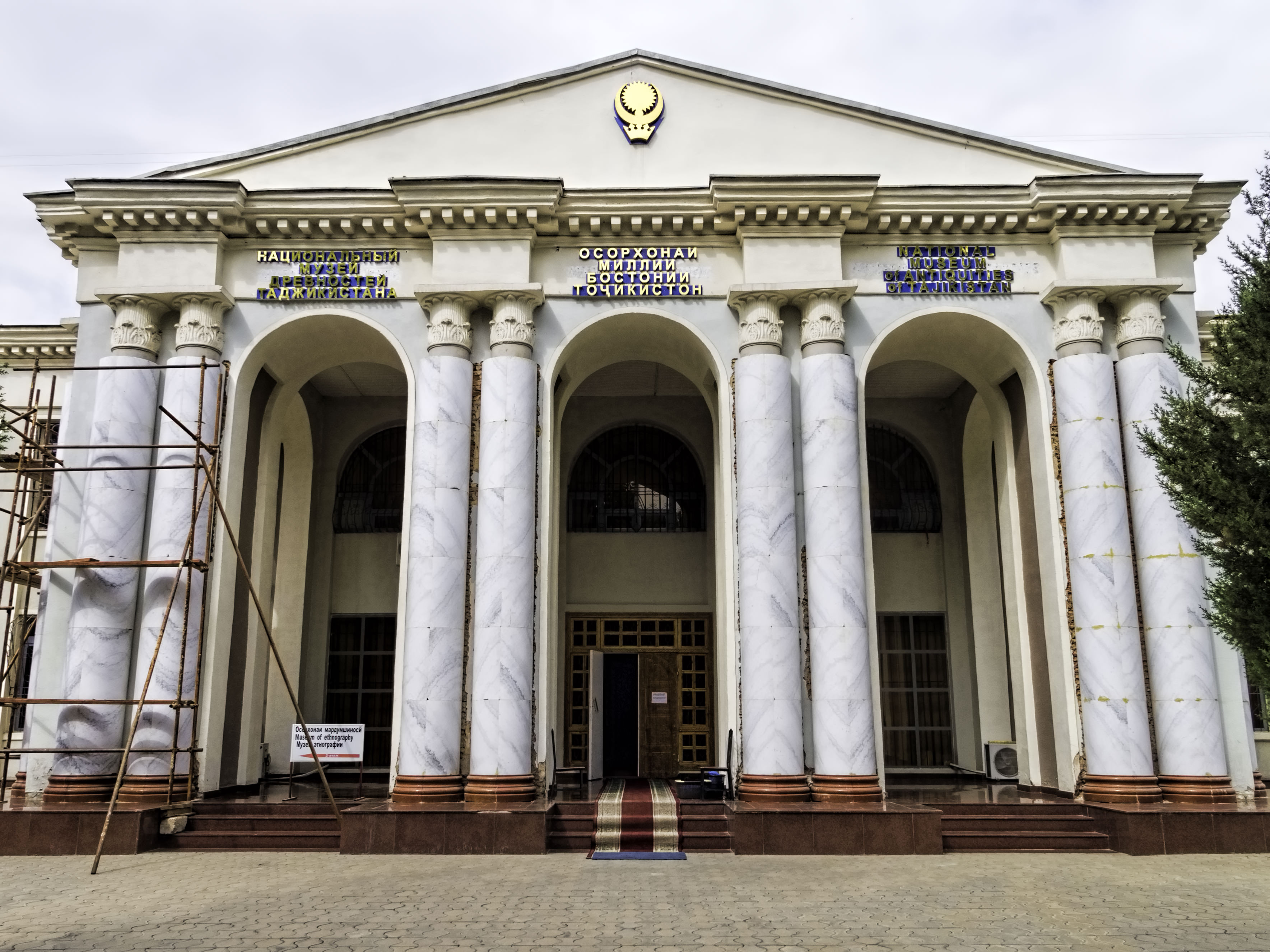
ساختمان موزه ملی آثار باستانی تاجیکستان.

موزه ملی آثار باستانی تاجیکستان (تاجیکی: Осорхонаи миллии бостоншиносии Тоҷикистон (آثارخانهٔ ملی باستان‌شناسی تاجیکستان)، (روسی: Национальный музей древностей Таджикистана)
موزه ملی آثار باستانی تاجیکستان در شهر دوشنبه واقع شده است.

## پیشینه
اولین نمایشگاه‌های این موزه در سال ۱۹۳۴ بر اساس یافته‌های باستان‌شناسی پایگاه تاجیکستان آکادمی علوم اتحاد جماهیر شوروی جمع‌آوری و به نمایش گذاشته شد. این نمایشگاه در ابتدا تنها شامل ۵۳۰ قلم شیء بود. موزه ملی آثار باستانی تاجیکستان در تاریخ ۴ آوریل ۱۹۹۶ در کنار مؤسسه تاریخ، باستان‌شناسی و مردم‌شناسی آکادمی علوم جمهوری تاجیکستان تأسیس شد و از سال ۲۰۰۱ درهای خود را به روی بازدیدکنندگان گشود.

## گنجینه موزه

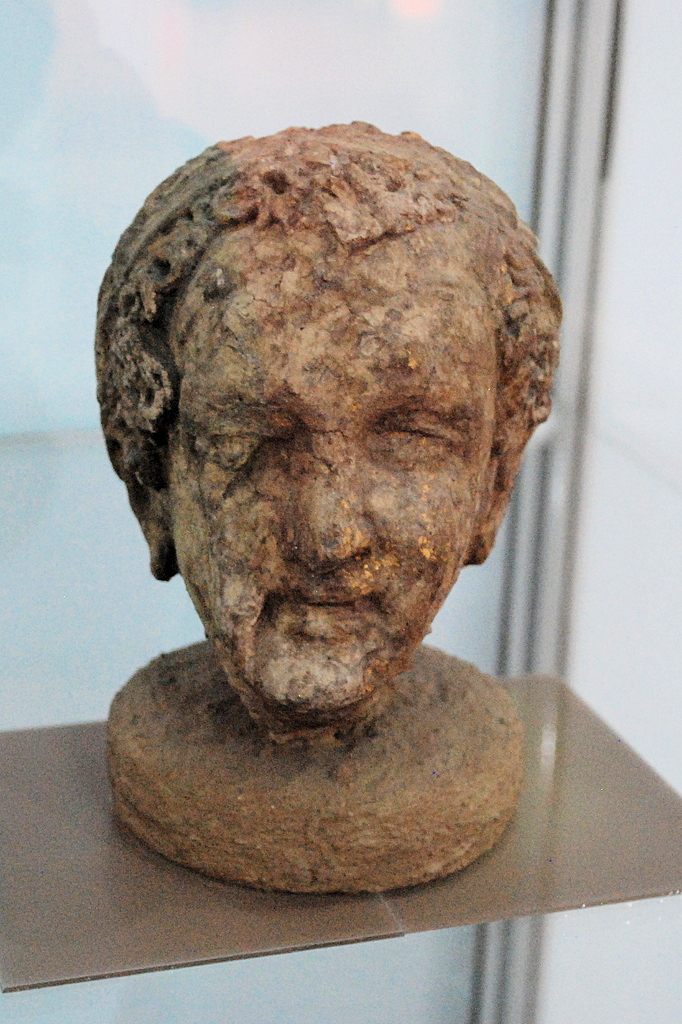
پرتره یک پیرمرد، متعلق به شهر باستانی تخت سنگین، قرن سوم پیش از میلاد

در این موزه بیش از ۱۰۰ هزار یافته باستان‌شناسی وجود دارد که دوره‌های مختلف از دوران نوسنگی تا پایان سده‌های میانه را در بر می‌گیرد.
در تالارهای موزه، ردپای انسان‌های اولیه که از سکونتگاه‌های کول‌دره (۸۰۰ هزار سال پیش از میلاد)، قره‌تاق، لاهوتی (۶۰۰ هزار سال پیش از میلاد)، آب مزار (۵۰۰–۴۰۰ هزار سال پیش از میلاد) به دست آمده‌اند، و همچنین آثار فرهنگ حصار که از تمام مناطق جمهوری کشف شده‌اند، به نمایش گذاشته شده است.
نخستین مراکز تمدن به آثار عصر مس و برنز «سرزم» مربوط می‌شود که در بالادست رودخانه زرافشان حفاری شده است. همچنین در تالارهای موزه تعداد زیادی از یافته‌های عصر برنز (فرهنگ‌های باستان‌شناسی قیره‌قم، وخش، بیشکند) به نمایش گذاشته شده‌اند که متعلق به تمدن مردم کشاورز و صحراگرد هستند. در سده‌های ششم تا چهارم پیش از میلاد، آسیای میانه بخشی از شاهنشاهی هخامنشیان بود. در دهه ۳۰ قرن چهارم پیش از میلاد، این شاهنشاهی به تصرف اسکندر مقدونی درآمد.
معبد وخش (نگاه کنید به گنجینه آمودریا) در شهرک تخت سنگین، در جنوب تاجیکستان (محل تلاقی رودخانه‌های وخش و پنج)، اکنون یکی از غنی‌ترین آثار معماری دوره یونان و باختر است که در بخش شمالی آمودریا مورد مطالعه قرار گرفته است. در آن، تلفیقی از تمدن یونانی و محلی را می‌بینیم. در اواخر سده‌های دوم تا یکم پیش از میلاد، این معبد باشکوه و غنی به ویرانه تبدیل شد. حمله قبایل کوچ‌نشین از آسیای مرکزی (نویسندگان باستانی آنها را تخار، چینی‌ها یوئه‌چی می‌نامند) به تمدن یونان و باختر پایان داد و امپراتوری کوشانیان را به وجود آورد.
آثار دوره تخار-یوئه‌چی در تاجیکستان عمدتاً از گورپشته‌ها و گورستان‌های سده‌های یک پیش از میلاد تا سه میلادی به دست آمده‌اند. محققان آثار اوایل قرون وسطی را با کشفیات بی‌نظیری روبرو کردند: بقایای معماری، چوب‌کاری، مجسمه‌ها، گچ‌کاری، نقاشی‌های دیواری و غیره که در سغد، استروشن، تخارستان شمالی، از کاخ‌ها، معابد، خانه‌های ثروتمندان، بازرگانان، صومعه‌های بودایی و غیره یافت شده‌اند. در پیشرفت فرهنگ مناطق مختلف آسیای میانه در اوایل قرون وسطی، وحدت کلی توسعه دیده می‌شود.

## آثار برجسته

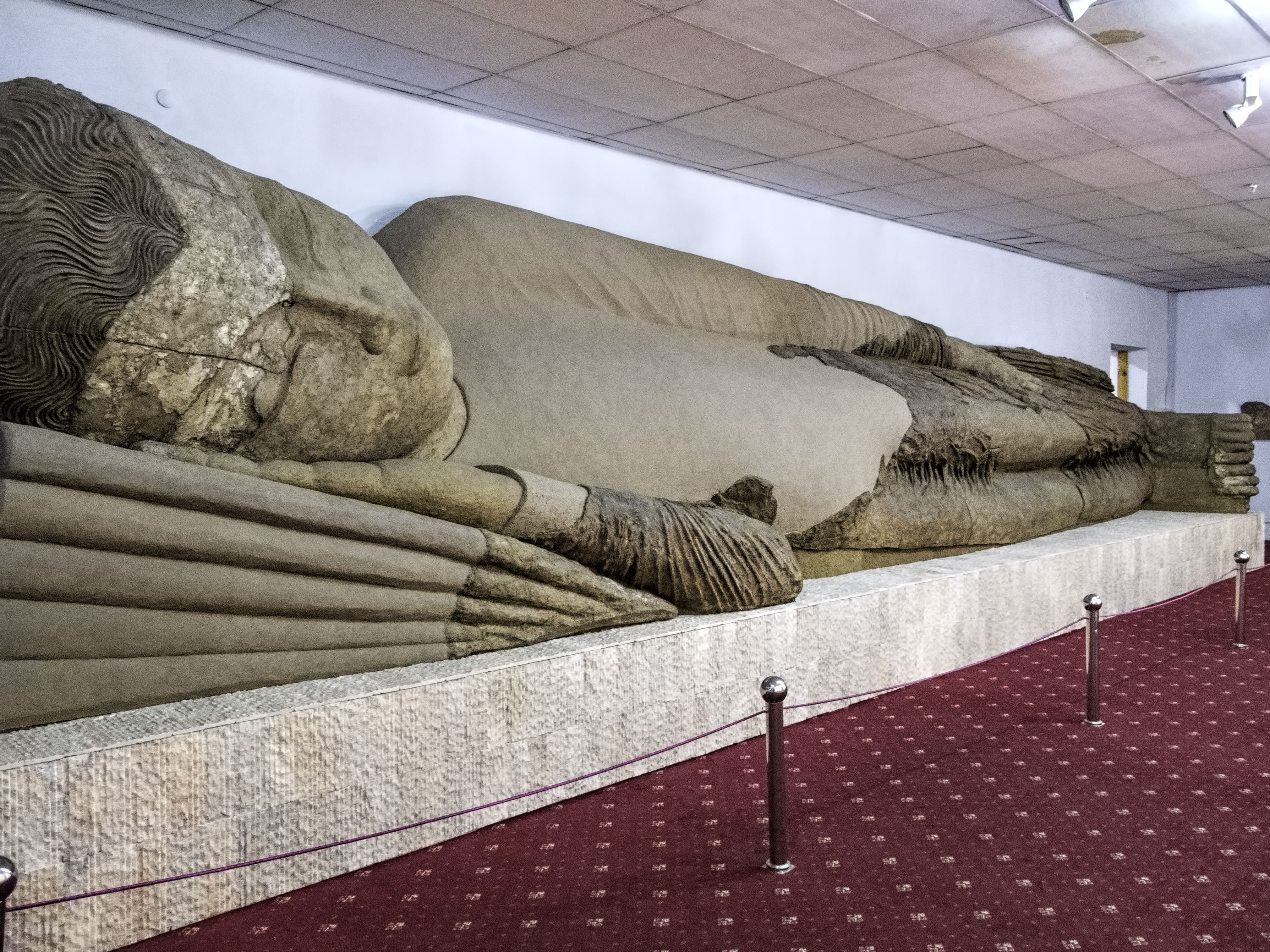
مجسمه بودا - بخشی از موزه ملی آثار باستانی تاجیکستان.

تندیس‌ها و نقاشی‌های دیواری شهر باستانی پنج‌کند و بونجیکت از شاهکارهای تمدن جهانی محسوب می‌شوند. در این موزه، یافته‌های صومعه بودایی «بودا در حالت نیروانا» در آجینه‌تپه جایگاه ویژه‌ای دارند که مشهورترین آنها مجسمه ۱۲ متری «بودا در نیروانا» است که متعلق به سده‌های هفتم تا هشتم میلادی است.
آثار شهر معدنچیان بازاردره در پامیر شرقی (سده یازده)، موشِستان در دره زرافشان (سده‌های ۱۰ تا ۱۱) و کان منصور در ناحیه خجند (سده‌های ۹ تا ۱۱) اهمیت علمی زیادی دارند. یافته‌های هلبک (پایتخت ختل)، صیاد، لاجورد و خجند پیشرفت و توسعه فرهنگ شهری و صنایع دستی را در سده‌های ۹ تا ۱۲ نشان می‌دهند.
به‌ویژه باید به گنجینه طلایی موزه اشاره کرد که در آن آثار زرگری، صنایع دستی و سکه‌های متعلق به سده‌های سوم پیش از میلاد تا ۱۹ میلادی نگهداری می‌شوند.
در میان آثار این موزه، یافته‌های «سرزم» و «صومعه بودایی بودا در حالت نیروانا» در آجینه‌تپه در فهرست میراث فرهنگی جهانی یونسکو ثبت شده‌اند.

## نگاره‌ها

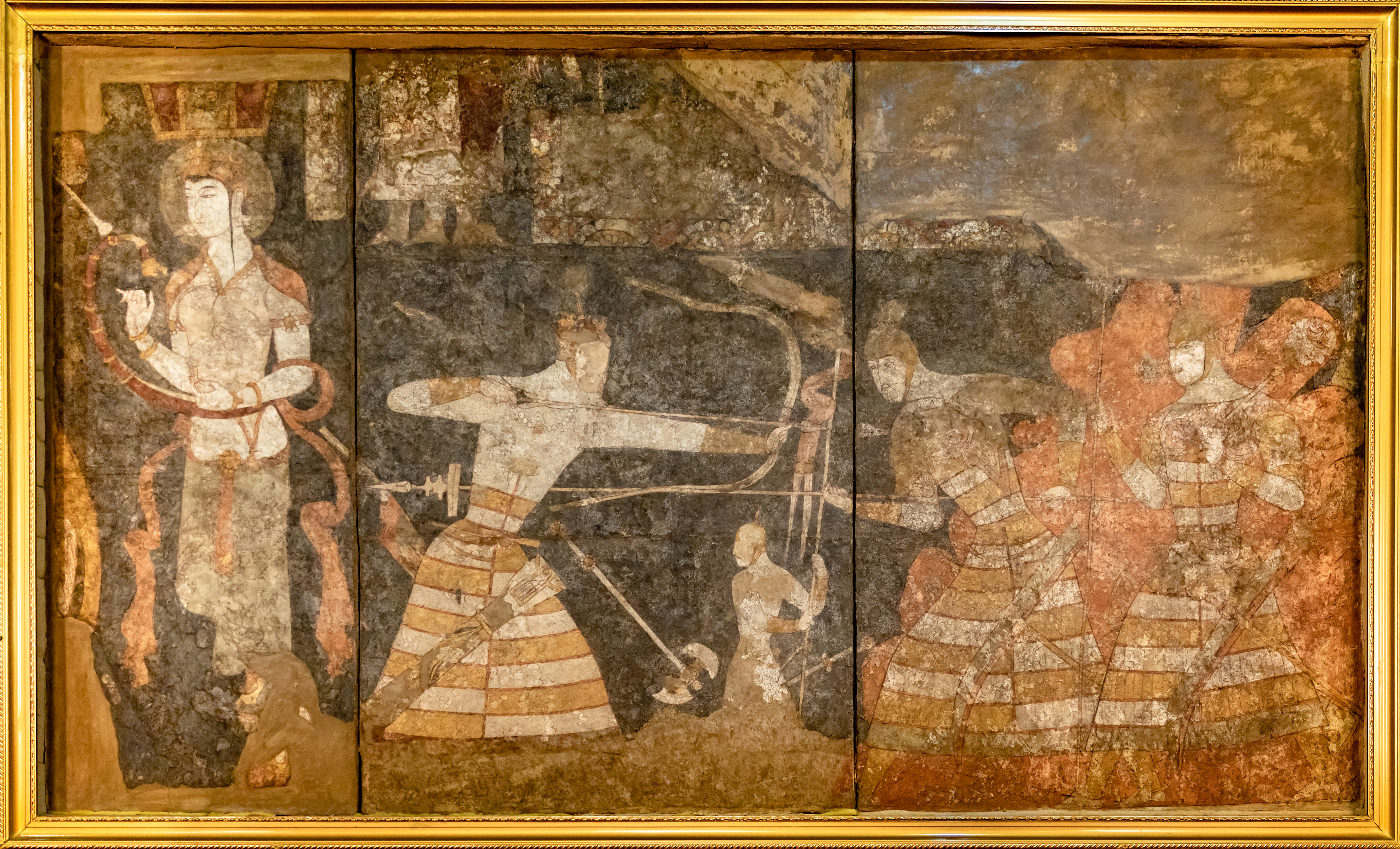
دیوارنگاره‌ای از پنج‌کند
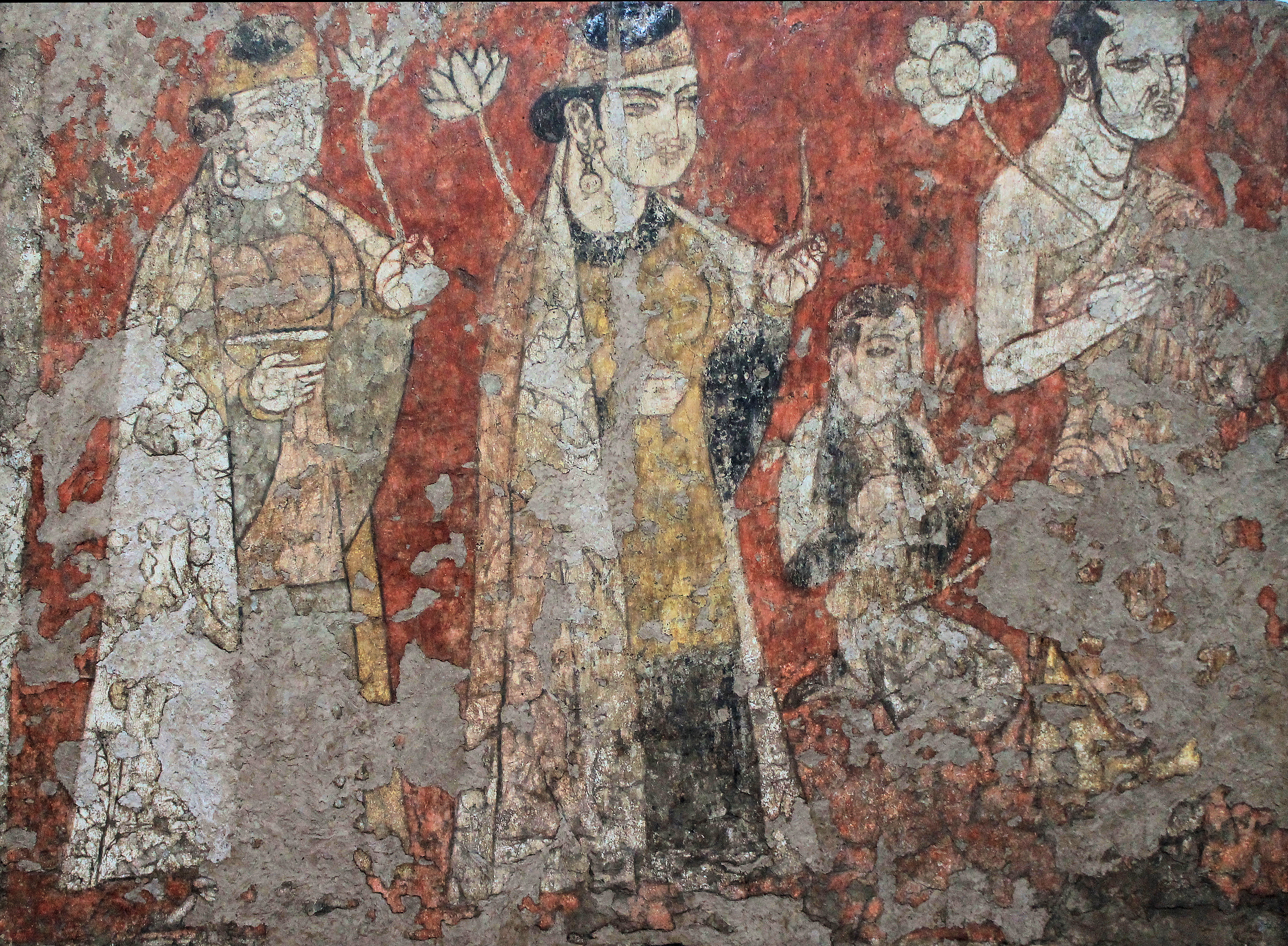
دیوارنگاره‌ای از قلعهٔ کافرنهان.
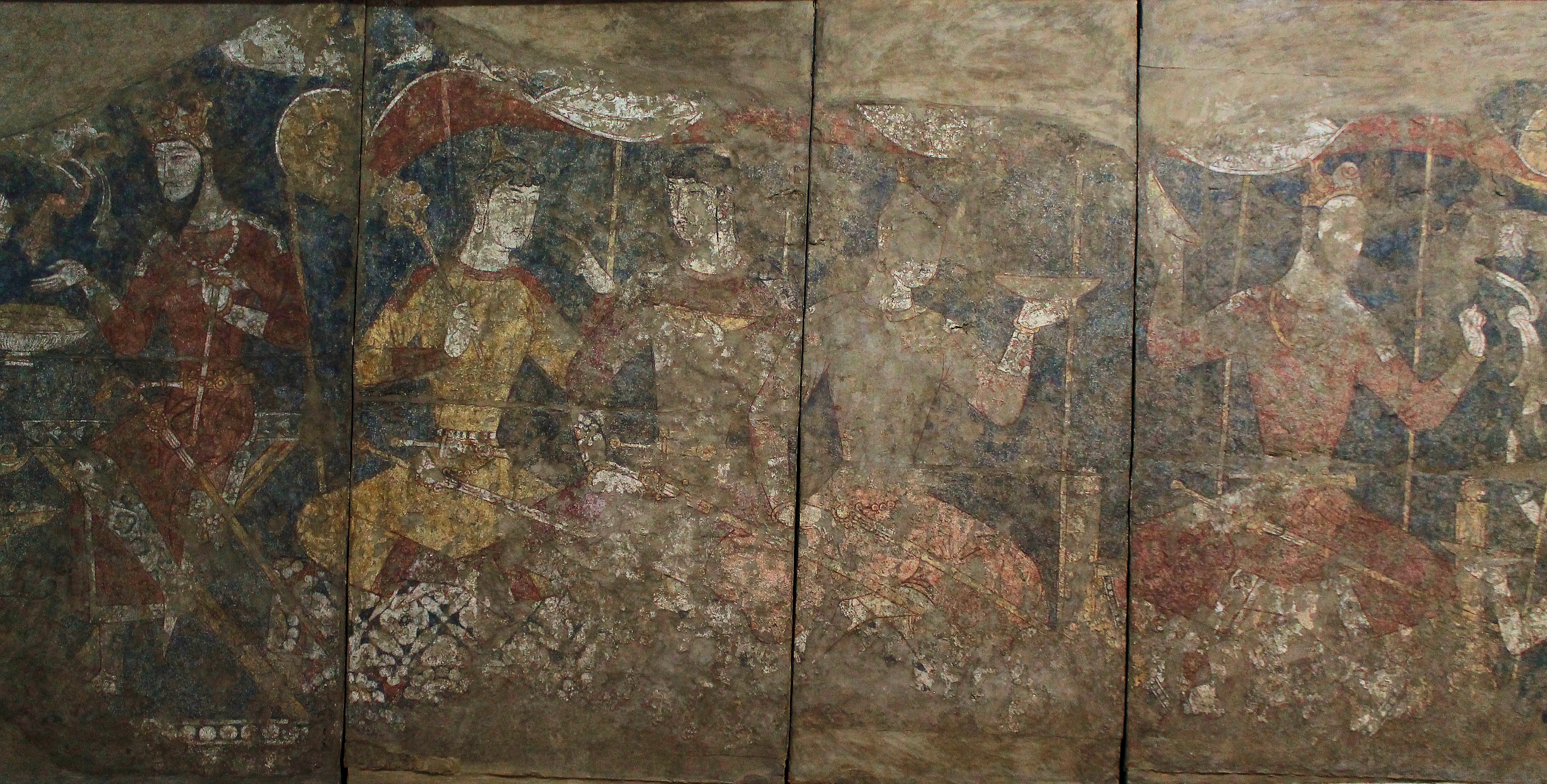
دیوارنگاره‌ای از پنج‌کند
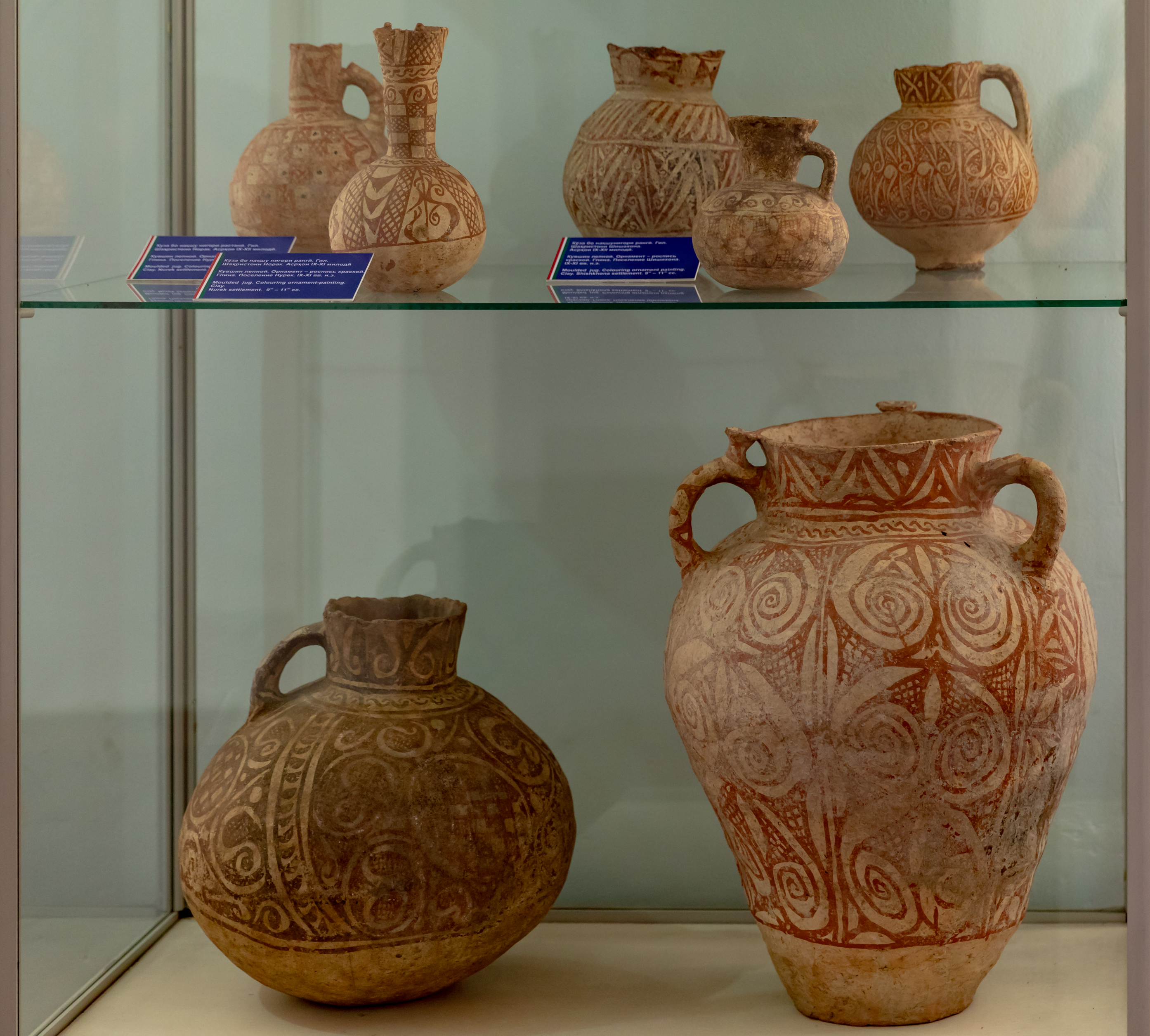
کوزه‌های نگارین
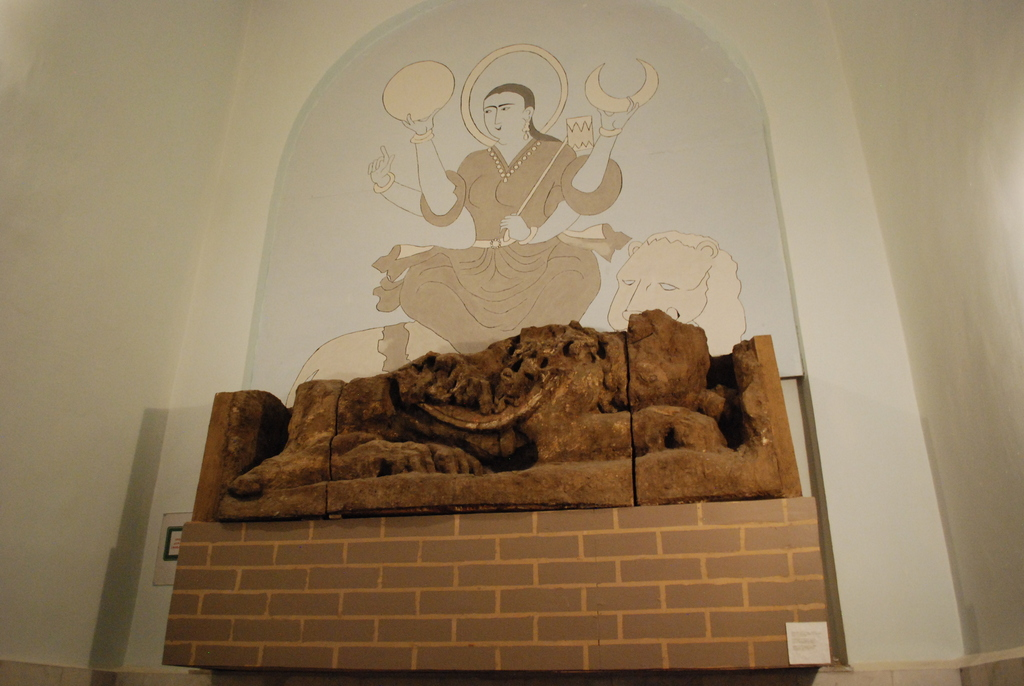
شیر و آناهیتا، پنج‌کند، سده‌های ششم تا هشتم میلادی